# Изотермический вагон
Изотермический вагон — крытый грузовой вагон для перевозки скоропортящихся грузов. Кузов изотермического вагона для уменьшения тепловых потерь снабжён теплоизоляцией из полистирола, пенополиуретана и других материалов, имеет приспособления для рационального размещения груза. Для поддержания постоянной и равномерной температуры воздуха изотермический вагон может иметь приборы охлаждения и отопления, устройства для принудительной циркуляции воздуха и вентилирования грузового помещения.

## Типы изотермических вагонов

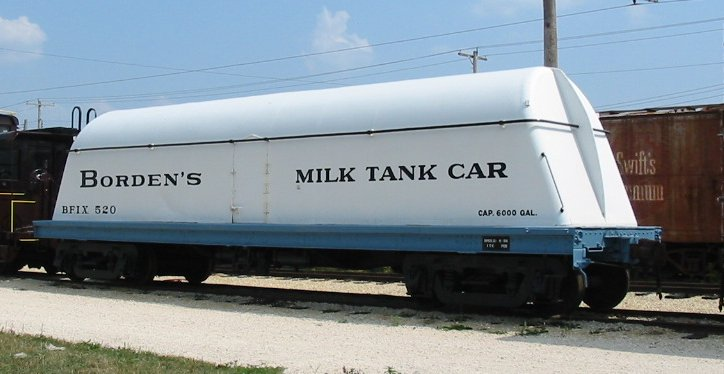
Специальный рефрижераторный вагон для перевозки молока

Парк изотермических вагонов разделяется:
- по назначению:
  - универсальные, предназначенные для перевозки всех видов скоропортящихся грузов (рефрижераторные вагоны и вагоны-ледники)
  - специальные (для перевозки молока, живой рыбы, вина)
- по способу охлаждения:
  - с машинным охлаждением (рефрижераторные вагоны), охлаждаемые водным льдом или льдосоляной смесью (вагоны-ледники)
  - охлаждаемые сжиженными газами
- по способу отопления:
  - с электрическим отоплением (рефрижераторные вагоны)
  - отапливаемые печами-времянками, трубы которых выводятся через печную разделку в крыше (вагоны-ледники)
  - вагоны без приборов отопления и охлаждения, где температурный режим поддерживается за счёт конструкции стенок, выполненных из нескольких теплоизоляционных материалов (вагоны-термосы, обычные и с усиленной изоляцией).

В вагонах-ледниках, где для охлаждения продуктов используется любой источник холода (естественный лёд с добавлением или без добавления соли, сухой лёд, сжиженные газы или иное средство, отличное от машинной компрессионной или абсорбционной установки), можно понижать температуру в пустом кузове и поддерживать её на уровне не выше 7 °C (ледник класса А), −10 °C (ледник класса В) и −20 °C (ледник класса С) при средней наружной температуре 30 °C.

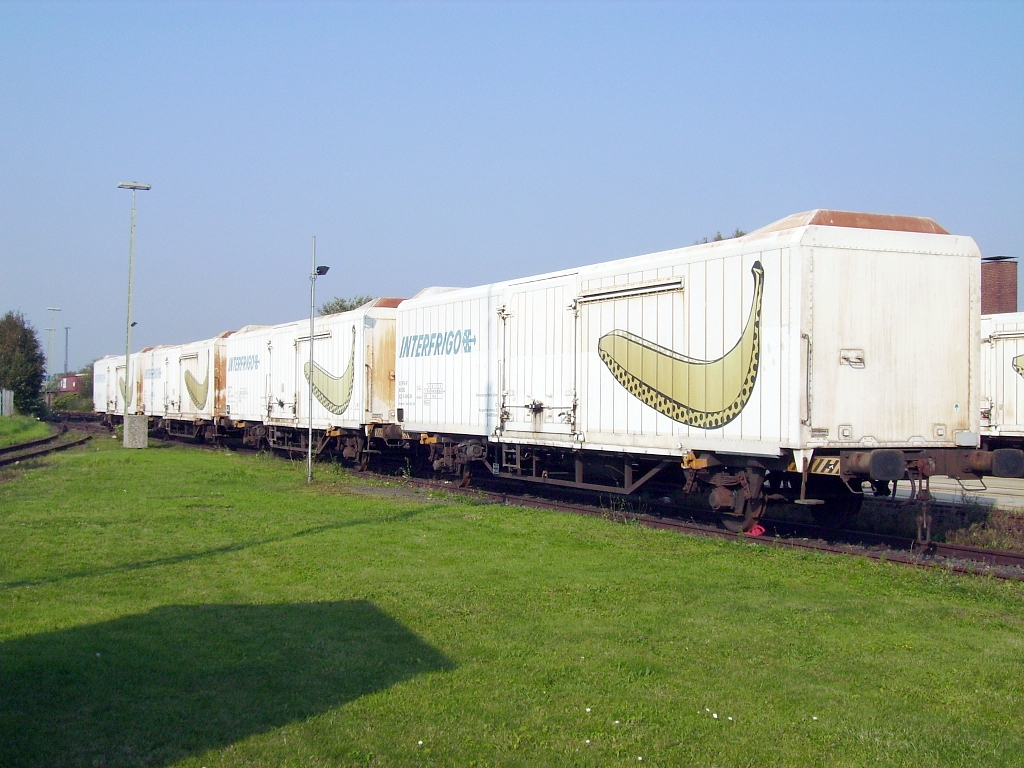
Рефрижераторный вагон для перевозки бананов

Рефрижераторный вагон — изотермический вагон, имеющий индивидуальную или общую для нескольких вагонов холодильную установку, позволяющую при средней наружной температуре 30 °C понижать температуру внутри вагона и затем поддерживать её в пределах от 12 до 0 °C (класс А), от 12 до −10 °C (класс В) и от 12 до −20 °C (класс С).